# Hemijsko bojenje metala
Hemijsko bojenje metala je postupak obrade metala u kojem se boja metalne površine menja putem izlaganja spomenute određenim hemijskim otopinama. Prema Dejvidu Fišloku mogu postojati samo 2 načina bojenja metalnih površina:
1. Prevlačenjem jednog metala drugim metalom drugačije boje, primerice putem elektrolitičkog taloženja.
2. Konverzijom metalne površine u oksid ili so koja je obojena ili je sposobna upijati supstance za bojenje ili kod koje utisak boje nastaje usled interferencije.[1]

Osim hemijskim putem metali se mogu bojiti i elektrohemijski te termičkom obradom.

## Istorija
Smatra se da su ovi postupci korišćeni već u najstarije doba, te da su stari barem koliko i sama tehnologija obrade metala. Najraniji očuvani predmeti koji svedoče o modifikovanju boje metala stari su oko 5000 godina, te potiču sa područja Anatolije - radi se o bronzanim odlevima na kojima neki delovi imaju boji bronze kontrastnu srebrnu boju dobijenu pomoću arsenika. Slični se postupci mogu naći i na nekim staroegipatskim bakarnim limovima. U rane primere hemijskog bojenja metala možemo uvrstiti i Nebeski disk Nebra. Što se tiče pisanih izvora najstariji je izvorni dokument svakako Lajdenski papirus X iz 4. veka (tu treba naglasiti da već Plinije stariji (živeo između 23. i 79. godine) u prvom veku spominje distinkciju između prirodno nastalih i veštačkih patina).
U srednjem veku 2 važna izvora su Mappae Clavicula, nastala između 9. i 12. veka i Teofilusovo delo De Diversis Artibus nastalo u 12. veku. U vreme renesanse najznačajniji dokumenti su traktat o zlatarstvu i Traktat o vajarstvu Benvenuta Čelinija. Početkom suvremenog na nauci osnovanog hemijskog odnosno elektrohemijskog bojenja metala možemo uzeti Leopoldo Nobilijevo (1784—1835) otkriće dobivanja Nobilijevih obojenih prstenova 1826. godine (radilo se o prstenastim u duginim bojama prelevajućim tvorevinama nastalim elektrolitskim taloženjem olovnog peroksida,osim prstenova osmislio je i tehniku dobivanja jednobojnih prevlaka). Osim Nobilija elektrohemijskim su se bojenjem metala (njemu se pripisuje i naziv metalohromija) u tom ranom razdoblju bavili i Leonhard Elsner, Aleksander Vat, Antoan César Bekerel (1788—1878) i Rudolf Kristian Betger (1806—1881). U 19. veku javljaju se i prvi priručnici posvećeni isključivo hemijskom bojenju metala.
Od kraja 18. veka hemijsko se bojenje metala redovno javlja kao tema raznih zbirki hemijsko tehnoloških receptura, a od sredine 19. veka nadalje ova tema postaje i obavezan deo svih u to doba važnijih galvanotehničkih priručnika (ali i zlatarskih te srebrnarskih, kao i priručnika o umetničkoj obradi metala). Veliki napredak industrijske primene hemijskog bojenja metala je pred 1. svetski rat i neposredno nakon istog, oko 1905. javljaju se prvi patenti za crno niklovanje (D.R.P. 183972), crni oksid (oko 1915—1920, D.R.P. 292603, D.R.P. 357198), a između godine 1923. i 1927. prvi patenti za anodičku i hemijsku oksidaciju aluminija te bojenje oksidnog sloja na istom pomoću posebnih bojitelja. Između 2 svetska rata razvija se crno hromiranje, a nakon drugog svetskog rata dolazi do porasta interesa za zeleno patinirane bakrene limove, namenjene pre svega arhitektonskoj nameni. Od sredine 60-tih godina 20. veka razvijaju se i tehnologije za anodičku oksidaciju titanijuma, te nešto kasnije i niobijuma i tantala. Takođe tada su razvijene i tehnologije za anodičku oksidaciju nerđajućeg čelika (oko 1957. patent US 2957812A). Na pragu 21. veka ispituju se mogućnosti primene bakterijskih kultura u patiniranju bakra i gvožđa, te se vrše i ispitivanja laserski indukovanog bojenja bakra i njegovih legura.

## Primena
Hemijsko se bojenje metala koristi pre svega kod izrade skulptura, nakita, značaka, medalja i odlikovanja, ukrasnih posuda, u arhitekturi, izradi metalnog nameštaja, te u vojne svrhe. Takođe se u određenoj meri koristi u restauriranju i konzervaciji metala.

## Sastav i način rada za nekoliko rastvora za hemijsko bojenje metala
Metal koji želimo obojiti mora biti potpuno čist od oksida i masnoće. Obavezno koristiti zaštitnu odeću, rukavice i naočari, raditi u dobro provetrenoj prostoriji ili na otvorenom!
Crna za srebro
- predmeti se urone u 2,5% rastvor kalijum ili natrijum sulfida, po pojavi boje dobro se ispere, te se zaštiti voštenjem ili lakiranjem.

Zelena za bakar i slitine
- predmeti se premazuju rastvorom od 250 gr amonijevog karbonata/250 gr amonijevog hlorida/1 lit vode, svaki sloj odstoji 24 časa, po postizanju željenog tona materijal voštiti ili lakirati, kao podlogu može se koristiti smeđu ili crnu boju. Ako se smanji količina hlorida boja će biti više plavičasto zelena, ako se smanji karbonat više žuto zelena.

Crna za bakar
- rastvor kalijevog ili natrijevog polisulfida (2,5%), po postizanju boje materijal se ispere, osuši te vošti ili lakira.

Smeđa za bakar
- predmeti se kuvaju u barem 3 dana odstajalom 12% rastvoru bakar sulfata, po postizanju boje materijal isprati, osušiti i voštiti.

Crna za gvožđe
- predmeti se vrlo tanko premažu sa lanenim uljem, zatim ih se postupno ugreje na 300 - 400 C°, po potrebi postupak se ponovi, ovaj se postupak može koristiti na svakom metalu koji se može zagrejati na spomenutu temperaturu.

Smeđa za gvožđe
- koristi se 5% vodeni rastvor gvožđe(III) hlorida. Predmet se premaže sa otopinom, nakon 24 časa se istrlja sa grubom krpom ili najfinijom čeličnom vunom, postupak se ponovi bar 3 puta, na kraju je materijal potrebno istrljati masnom krpom.

Siva za kalaj
- koristi se 20% vodeni rastvor gvožđe(III) hlorida, u koju je potrebno uroniti predmete, po pojavi boje isprati, osušiti, te voštiti ili lakirati.

Sivocrna za cink
- koristi se 20% vodeni rastvor gvožđe(III) hlorida, predmeti se urone na 20 minuta, po pojavi boje se isperu, osuše, te ih se vošti ili lakira.

Crna za aluminijum
- koristi se vreo rastvor od 20 g amonijum molibdata i 5 g natrij tiosulfata u litri vode, zatim je potrebno uroniti predmete, po pojavi boje isprati, osušiti, voštiti ili lakirati.

Višebojna patina (interferencijske boje)
- koristi se rastvor od 280 grama natrijeva tiosulfata, 25 grama bakar acetata i 30 grama limunske kiseline. Može se koristiti na bakru i njegovim legurama, srebru, niklu, gvožđu, zlatu. Boja ovisi o trajanju uronjavanja, sled boja na npr. mesingu: zlatno žuta boja-boja bakra-ljubičasta-tamno plava-svetlo plava-boja hroma-boja nikla-crvenosiva, na gvožđu nastaju samo plava i sivocrna.

Razne boje na titanijumu
Kao jednostavan elektrolit može se koristiti 3% rastvor trinatrij fosfata, katoda od nerđajućeg čelika, predmet kao anoda. Boje zavise o naponu istosmerne struje. Moguće je koristiti i brojne druge elektrolite - navodno čak i koka kolu. Slamnato žuta/10 v - purpurna/29 v - plava/30 v - plavo zelena/45 v - svetlo zelena/55 v - purpurno crvena/75 v - siva/110 v. Obavezno je ovaj proces raditi u gumenim rukavicama - potencijalno opasan napon.
Razne boje na nerđajućem čeliku 18 Cr/8 Ni
250 grama hromne kiseline, 500 mililitara sumporne kiseline, 500 mililitara vode, katode od olova, predmet kao anoda, 80 C° temp, 5-50 minuta, boje zavise o trajanju postupka, smeđa, plava, purpurna, zelena. Prema ruskoj literaturi nakon obrade predmete treba močiti u rastvor kalijum bihromata (5-10%), 5-15 minuta, 70-90 C° temperatura otopine.Po jednom  kineskom patentu dodatno se  još predmete  potom  može tretirati vrućim rastvorom natrijevog vodenog stakla( 1-5%,95 C,3-10 min. ). Kako je  hromna kiselina toksična i kancerogena supstanca, danas se predlaže zamena iste rastvorima  na osnovi molibdenovih jedinjenja.

## Literatura
- Hiorns,A. Metal Colouring and Bronzing,London 1907.
- Field,S.;Bonney,S.R The chemical coloring of metals and allied processes,New York 1925.
- Angier, R.H. : Firearm Blueing and Browning, Onslow County 1936.
- Fishlock, David : Metal Colouring,Teddington 1962.
- Hughes,R.;Rowe,M. : The Colouring, Bronzing and Patination of Metals, London 1992.
- Kipper, P. : Pátinas for silicon bronze,Loveland 1995.
- Runfola,M. Patina: 300 Coloration Effects for Jewelers & Metalsmiths ,   Short Hills 2014.
- LaNiece, Susan; Craddock, Paul : Metal Plating and Patination: Cultural,Technical and Historical Developments,Boston 1993.
- Berger,D. :Bronzezeitliche Färbetechniken an Metallobjekten nördlich der Alpen,Halle 2012.(online)
- Sugimori,E. : Japanese patinas,Brunswick 2004.
- Liozin,V. Hemijsko bojenje metala,Beograd 1948.
- Odnoralov,N.V. Dekorativnaja otdelka skulpturi i hudožestvenih izdelij iz metalla,Moskva 1989.
- Bobrikova,I.G.;Selivanov,V.N. Tehnologii elektrohimičeskoi i himičeskoi hudožestvenno dekorativnoi obrabotki metalov i ih splavov,Novočerkask 2009.

## Spoljašnje veze
- Hiorns,A. Metal Colouring and Bronzing(1907)
- Kaup,W.J. Metal Coloring and Finishing(1914)
- Budija,G. Zbirka receptura za kemijsko , elektrokemijsko i termičko bojenje metala te dobivanje metalnih prevlaka uronjavanjem, utrljavanjem, kontaktnim taloženjem i elektrolitskim putem, Zagreb 2024.
- Michel,J. La Coloration des metaux,Paris 1931. Архивирано на веб-сајту  (14. јануар 2018)
- Deutsches Kupfer Institut "Chemische Faerbungen von Kupfer und Kupferlegirungen ,Berlin 1974.
- Georg Buchner: Die Metallfärbung und deren Ausführung,Berlin 1901.
- Manuels-Roret. Nouveau manuel complet du bronzage des métaux et du bois,Paris 1870.
- DISEÑO Y NORMALIZACIÓN DE PÁTINAS EN LA CREACIÓN ESCULTÓRICA.CARACTERIZACIÓN Y PROCESOS TÉCNICOS.Moreno Pabón,C.,Granada 2008.